# Wereldkampioenschappen schoonspringen 2024 – tienmetertoren synchroon gemengd
Het synchroonspringen vanaf de tienmetertoren voor gemengde duo's tijdens de wereldkampioenschappen schoonspringen 2024 vond plaats op 3 februari 2024 in het Hamad Aquatic Centre in Doha, Qatar.

## Uitslag
| Rang   | Land             | Namen                              | Punten |
| ------ | ---------------- | ---------------------------------- | ------ |
| Goud   | China            | Huang Jianjie Zhang Jiaqi          | 353,82 |
| Zilver | Noord-Korea      | Im Yong-myong Jo Jin-mi            | 303,96 |
| Brons  | Mexico           | Kevin Berlín Alejandra Estudillo   | 296,13 |
| 4      | Duitsland        | Tom Waldsteiner Elena Wassen       | 291,42 |
| 5      | Spanje           | Max Liñan Ana Carvajal             | 242,76 |
| 6      | Verenigde Staten | Tyler Wills Bayleigh Cranford      | 213,36 |
| 7      | Zuid-Korea       | Shin Jung-whi Kim Na-hyun          | 201,36 |
| 8      | Italië           | Eduard Timbretti Gugiu Irene Pesce | 186,36 |
| 9      | Macau            | Zhang Hoi Lo Ka Wai                | 180,03 |